# Tara Davis-Woodhall
Tara Davis-Woodhall (née Davis le 20 mai 1999) est une athlète américaine, spécialiste du 100 mètres haies et du saut en longueur.

## Biographie

### Carrière junior

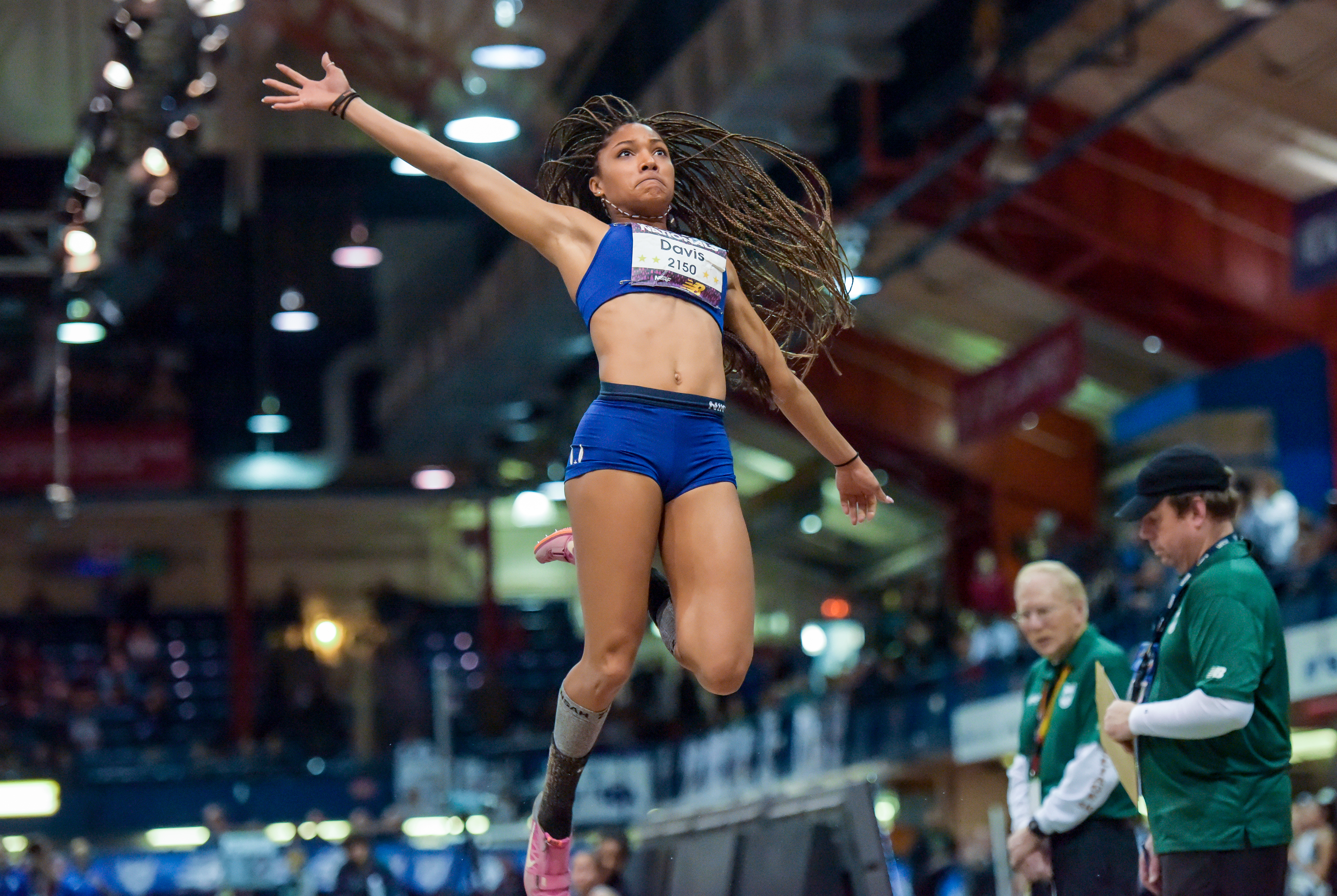
Tara Davis en 2017.

Championne du monde cadette du saut en longueur en 2015 à Cali, elle remporte trois médailles lors des championnats panaméricains juniors 2017, à Trujillo, au Pérou : l'or au saut en longueur et sur 4 × 100 m, et l'argent sur 100 m haies.
Le 9 mars 2018, lors des championnats NCAA en salle à College Station, Tara Davis établit un nouveau record du monde junior en salle du 60 mètres haies en parcourant la distance en 7 s 98, améliorant de 2/100e de seconde le temps de la Polonaise Klaudia Siciarz établi en 2017.
Le 26 mars 2021, lors des Texas Relays à Austin, l'Américaine étudiante à l'Université du Texas bat le record universitaire de la longueur avec un saut à 7,14 m, record qui était détenu depuis 1985 par sa compatriote Jackie Joyner-Kersee (6,99 m). Elle établit dans le même temps la 5ème performance américaine de tous les temps.

### Vice-championne du monde (2023)

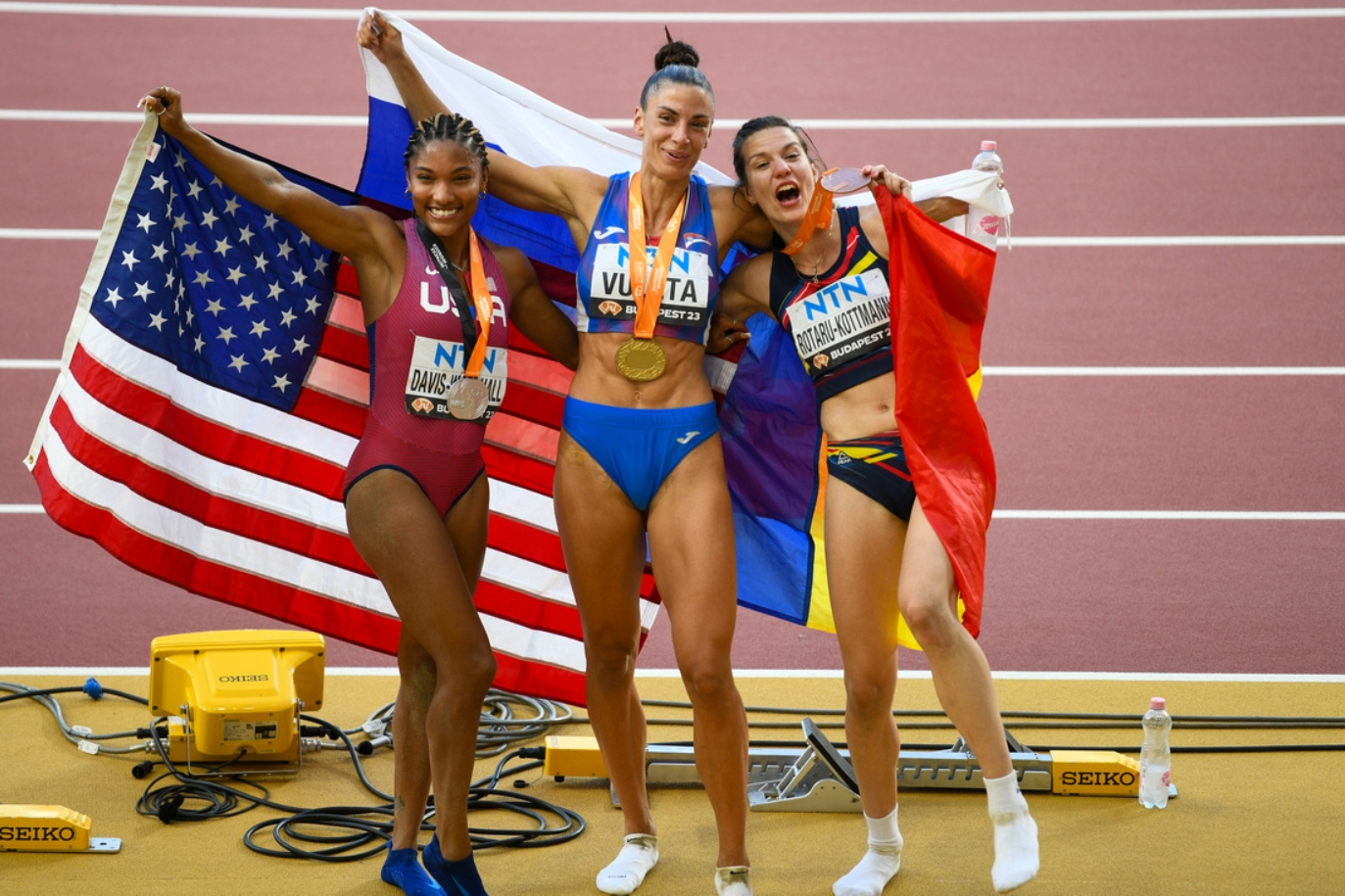
Tara Davis-Woodhall (à gauche) avec les médaillées de la longueur des championnats du monde 2023.

Le 17 février 2023, elle est initialement sacrée championne des États-Unis en salle avec une performance de 6,99 m, mais un contrôle positif au THC sur un échantillon effectué le jour de la compétition la fait disqualifier et son titre lui est retiré. L'USADA lui inflige une suspension de 1 mois à compter du test, car même si le cannabis est de plus en plus légalisé dans les différents États américains, il reste interdit par l'Agence mondiale antidopage.
Le 9 juillet 2023, elle remporte finalement son premier titre national, en plein air à Eugene, avec un saut à 6,81 m.
Le 20 août 2023, elle devient vice-championne du monde de la longueur lors des Mondiaux de Budapest avec une marque de 6,91 m, derrière l'athlète serbe Ivana Vuleta.

### Championne olympique (2024)
Tara Davis-Woodhall porte son record personnel à 7,18 m à l'occasion de sa victoire aux Championnats des États-Unis en salle à Albuquerque, le 16 février 2024. Elle remporte quelques jours plus tard son premier titre international majeur en s'adjugeant la médaille d'or des championnats du monde en salle à Glasgow. Réalisant la marque de 7,07 m à son quatrième essai, elle devance sa compatriote Monae' Nichols et l'Espagnole Fátima Diame.
Elle remporte la médaille d'or du saut en longueur lors des Jeux olympiques de Paris.

## Palmarès

### International
| Date | Compétition                        | Lieu     | Résultat | Épreuve     | Marque  |
| ---- | ---------------------------------- | -------- | -------- | ----------- | ------- |
| 2015 | Championnats du monde cadets       | Cali     | 1re      | Longueur    | 6,41 m  |
| 2017 | Championnats panaméricains juniors | Trujillo | 2e       | 100 m haies | 13 s 05 |
| 2017 | Championnats panaméricains juniors | Trujillo | 1re      | Longueur    | 6,51 m  |
| 2017 | Championnats panaméricains juniors | Trujillo | 1re      | 4 × 100 m   | 44 s 07 |
| 2018 | Championnats du monde juniors      | Tampere  | 3e       | Longueur    | 6,36 m  |
| 2021 | Jeux olympiques                    | Tokyo    | 6e       | Longueur    | 6,84 m  |
| 2023 | Championnats du monde              | Budapest | 2e       | Longueur    | 6,91 m  |
| 2024 | Championnats du monde en salle     | Glasgow  | 1re      | Longueur    | 7,07 m  |
| 2024 | Jeux olympiques                    | Paris    | 1re      | Longueur    | 7,10 m  |

### National
- Championnats des États-Unis d'athlétisme :
  - Plein air : vainqueur du saut en longueur en 2023, 2024
  - En salle : vainqueur du saut en longueur en 2024

## Records
| Épreuve          | Performance | Lieu            | Date            |
| ---------------- | ----------- | --------------- | --------------- |
| Saut en longueur | 7,18 m      | Albuquerque     | 16 février 2024 |
| 60 m haies       | 7 s 98      | College Station | 9 mars 2018     |
| 100 m haies      | 12 s 75     | Austin          | 1er mai 2021    |

## Vie personnelle
Tara Davis épouse l'athlète paralympique Hunter Woodhall le 16 octobre 2022.